# Мариани, Анджело (дирижёр)
Анджело Маурицио Гаспаре Мариани (11 октября 1821, Равенна — 13 июня 1873, Генуя) — итальянский дирижёр, музыкант и оперный композитор. Его работы и искусство дирижирования оркестром заслужили высокую оценку со стороны многих известных композиторов, таких как Джузеппе Верди, Джакомо Мейербера, Россини и Рихард Вагнер; на протяжении многих лет он был близким другом Верди, хотя впоследствии их дружба была разорвана. Мариани дирижировал как минимум двумя мировыми премьерами опер — «Арольдо» Верди и «Амлето» («Гамлет») Франко Фаччо, а также четырьмя итальянскими премьерами: «Африкана» Мейербера, «Дон Карлос» Верди и «Лоэнгрин» и «Тангейзер» Вагнера.

## Биография
Анджело Мариани родился в Равенне в 1821 году. Учился игре на скрипке в филармонической академии Равенны. В возрасте 15 лет уже играл в концертах в Романье, но потом решил совершенствоваться в изучении гармонии и композиции. Позже изучал гармонию и композицию у дворянинка и священника Джироламо Роберти и у монаха Леврини, протеже Станислао Маттеи, в монастыре Равенны.
В 1843 он был принят в качестве альтиста в оркестр оперы Мачераты, а также написал две увертюры, которые позже исполнил с труппой. В 1844 году он переехал в Фаэнцу, где стал преподавателем и дирижёром в местной академии. Одна из его увертюр привлекла внимание Джоаккино Россини, который поставил её. Затем Мариани работал в Тренто (где дебютировал в качестве оперного дирижёра), Болонье (где изучал контрапункт с Марчези) и Мессине. В Мессине оркестр отказался играть под его руководством. Он писал композиции для духового оркестра Мессинского королевского приюта и местной академии. После дальнейшей работы в Неаполе, Болонье и Мессине (где оркестр вновь отнёсся к нему враждебно, но в этот раз он, возможно, играл в оркестре, а не дирижировал им) в 1846 году он стал дирижёром в Милане. Сначала Мариани работал в театре Ре, а затем в театре Каркано; позднее дирижировал в Страделле и Виченце.
Мариани заявлял, что отменил систему, при которой оркестром оперы дирижировали одновременно маэстро-концераторе для клавишных и дирижёр струнных инструментов. Это могло быть причиной его конфликтов с оркестором в Мессине.
Первый большой успех пришёл к нему с работой в операх Джузеппе Верди «Двое Фоскари» (1846) и «Набукко» (1847) в Милане.
В сентябре 1847 года Мариани дирижировал музыкой Джованни Пачини во время представления «Царя Эдипа» по Софоклу с огромным хором и оркестром. Это привело к его назначению дирижёром Гофтеатра в Копенгагене в ноябре того же года. Во время его работы там скончался король Дании Кристиан VIII, после чего была дважды исполнена написанная Мариани месса-реквием для покойного короля.
Мариани вернулся в Италию после начала революции в марте 1848 года и поступил в добровольцы. Оттуда он отправился в Константинополь, где на протяжении двух лет руководил итальянским театром, став преемником Джузеппе Доницетти, брата хорошо известного композитора. Он также написал две драматических кантаты, а также — к визиту султана Абдул-Меджида I в реконструированный театр Наум — новый национальный гимн Османской империи, турецкие слова которого итальянские певцы запомнили фонетически. Текст гимна был записан.
В декабре 1851 году Мариани вернулся в Мессину и жил там на протяжении четырёх месяцев, отправившись затем в Неаполь, а позже работал дирижёром в театре Карло Феличе в Генуе. Первоначально он планировал остаться там всего на два месяца, но затем его контракт стал постоянным, и в итоге он провёл в этом городе большую часть своей оставшейся жизни, скончавшись там же. Его репутация к тому времени была уже весьма устойчивой, ввиду чего ему предлагались должности в таких городах, как Париж, Мадрид и Неаполь, однако, по всей видимости, ни одно из них его не заинтересовало. Он познакомился с Верди примерно в 1853 году, после чего они стали хорошими друзьями.
16 августа 1857 года Мариани дирижировал первым представлением оперы Верди «Арольдо», бывшей переделкой более ранней оперы композитора «Стиффелио», в Театро-Нуово в Римини.
30 мая 1865 года Мариани дирижировал на премьере оперы Франко Фаччо «Амлето» в театре Карло Феличе в Генуе, а затем в том же году дирижировал на итальянской премьере оперы Джакомо Мейербера «Африкана» в городском театре Болоньи. Два года спустя, 27 октября 1867 года, в том же театре была представлена итальянская премьера оперы Верди «Дон Карло» с его же участием.
В конце 1868 года Верди попросил Мариани быть дирижёром на заупокойной мессе, которую он планировал в честь Джоаккино Россини, скончавшегося 13 ноября. Это произведение стало результатом творческого сотрудничества 13 композиторов, в том числе самого Верди. Мариани согласился принять участие в работе оргкомитета мессы, хотя не был от этого в восторге, так как тогда одновременно занимался памятными торжествами в честь Россини в Пезаро. Каждый из 13 композиторов написал свою часть, но работы, запланированные к завершению к первой годовщине смерти Россини, завершены не были, поскольку возникли разногласия с Мариани в отношении представления мессы в базилике Сан-Пьтроньо в Болонье. 4 ноября, к большому огорчению Верди, оргкомитет официально отказался от проекта. Верди видел причину этого в значительной степени в отсутствии у Мариани энергии и приверженности к этому делу, и данное событие ознаменовало собой начало разрыва их дружбы (хотя признаки возможного разрыва появились ещё в 1867 году).

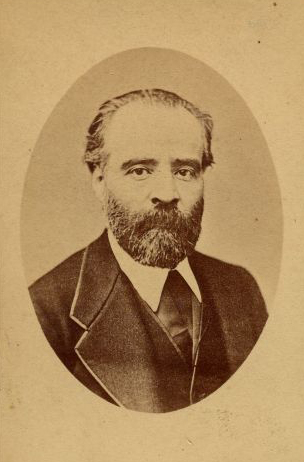

В последующие годы Мариани пытался наладить их отношения, писал Верди письма, в которых выражал ему свою симпатию и восхищение им, но Верди отказался пойти на примирение и продолжал упрекать Мариани за предполагаемое бездействие во время работы над реквиемом в честь Россини. Осложняющим фактором были романтические отношения Мариани с певицей-сопрано Терезой Штольц, любимицей Верди, с которой Мариани был помолвлен. Однако примерно в 1871 году она покинула его при странных обстоятельствах. Высказывались предположения и даже публичные обвинения, хотя и без всяких доказательств, что у неё был роман с Верди.
Несмотря на разрыв личных отношений с Мариани, Верди по-прежнему уважал его как дирижёра и пригласил дирижировать на мировой премьере «Аиды» в Каире в декабре 1871 года. Мариани отказался, сказав, что не вполне хорошо чувствует себя для подобного путешествия. Это было правдой, поскольку в то время он уже чувствовал симптомы рака, от которого умер спустя менее чем два года. Тем не менее этот отказ стал поводом для дальнейшего ухудшения его отношений с Верди.
1 ноября 1871 года Мариани дирижировал на итальянской премьере оперы Рихарда Вагнера «Лоэнгрин» в Муниципальном театре Болоньи, сделав это с большим успехом. Это представление стало первым представлением оперы Вагнера в Италии. В 1872 году Мариани дирижировал на итальянской премьере оперы Вагнера «Тангейзер» — также в Болонье, однако эта постановка оказалась намного менее успешной, чем «Лоэнгрин».
Его авторству принадлежат также несколько песен, некоторые из которых были записаны.
В июне 1873 года, в возрасте всего лишь 51 года, Анджело Мариани умер от рака на чердаке Палаццо Саули, в доме, который он уже давно арендовал у Верди в Генуе.